# Округ Шерман (Канзас)
Округ Шерман (енгл. Sherman County) је округ у америчкој савезној држави Канзас. По попису из 2010. године број становника је 6.010. Седиште округа је град Гудланд.

## Демографија
Према попису становништва из 2010. у округу је живело 6.010 становника, што је 750 (11,1%) становника мање него 2000. године.
| Група             | 2000.         | 2010.         |
| Белци             | 6.085 (90,0%) | 5.214 (86,8%) |
| Афроамериканци    | 24 (0,4%)     | 39 (0,6%)     |
| Азијати           | 13 (0,2%)     | 17 (0,3%)     |
| Хиспаноамериканци | 571 (8,4%)    | 647 (10,8%)   |
| Укупно            | 6.760         | 6.010         |